# NA-2601
La  NA-2601  es una carretera local perteneciente a la Red de Carreteras de Navarra que se inicia en PK 54,20 de N-121-B y termina en PK 1,13 de NA-2600. Tiene una longitud de 1,08 kilómetros.